# Saint-Aubin (Aisne)
Saint-Aubin è un comune francese di 279 abitanti situato nel dipartimento dell'Aisne della regione dell'Alta Francia.

## Società

### Evoluzione demografica
Abitanti censiti